# فاریوا
فاریوا (انگلیسی: Fareva) شرکت داروسازی فرانسوی است، که در سال ۱۹۸۵ تأسیس شد.